# Wilhelm Gottlieb von Tilesius von Tilenau
Wilhelm Gottlieb von Tilesius von Tilenau (17 de julio de 1769, Mühlhausen - 17 de mayo de 1857 ibíd.) fue un médico, geólogo, naturalista, explorador alemán.

## Biografía
Obtuvo su doctorado en Leipzig, en 1801. Publicó Musæ paradisiacæ icones en 1792. Y en 1802: Theorie des flechtenartigen Ausschläge sobre las enfermedades como el eczema.
En 1803, se dirige a San Petersburgo, y realizó un viaje alrededor del mundo como naturalista, bajo el mando del capitán Adam Johann von Krusenstern (1770-1840), con la primera circunnavegación rusa. Retorna a San Petersburgo en 1808; y publicará un resumen de su viaje en 1813.
El 12 de mayo de 1807 se había casado con una joven rusa. Después del divorcio de su esposa decidió regresar a su ciudad natal de Mühlhausen. Deja a su hijo Adolfo al cuidado de la abuela, dándole una educación adecuada. Luego se instala en Mühlhausen, y en Dresde en 1825, y en Leipzig en 1830.
Entre sus publicaciones se incluyen: Naturhistorische Früchte der... Erdumsegelung (1813), Über die Cholera (1830-1831).
Colaboró en Zoographia rosso-asiatica de Peter Simon Pallas (1741-1811) garantizando la aparición del cuarto volumen.

## Algunas publicaciones
- 1792 . Musae paradisiacae, quae nuper Lipsiae floruit Icones IV. Lipsiae. 23 p.

- 1799. Beschreibung merkwürdiger Höhlen: Ein Beitrag zur physikalischen Geschichte der Erde (Descripción de extrañas cuevas: una contribución a la historia física de la Tierra, v. 1) Breitkopf und Härtel. 294 p.

- 1799. "Nachtrag zur Berichtigung einzelner Ansichten in dem Gemälde von Lissabon und einzelne Fragmente eines Augenzeugen zur Kenntniß dieser Hauptstadt". En: Joseph-Barthélémy-François Carrère, Neuestes Gemälde von Lissabon. Aus dem Franz. Mit einem Anhang von W. Tilesius. Leipzig, Karl Wilhelm Küchl, p. 321-504

- 1809. Description de quelques poissons observés pendant son voyage autour du monde. Mém. Soc. Imp. Natural. Moscou 2 : 212–249, Pl. 13–17

- 1811. Piscium Camtschaticorum descriptiones et icones. Mem. Acad. Imp. Sci. St. Petersb. 3 : 225–285, Pl. 8–13

- Peter Simon Pallas, Wilhelm Gottlieb Tilesius von Tilenau. 1811. Animalia monocardia seu frigidi sanguinis Imperii Rosso-Asiatici. v. 3 de Zoographia Rosso-Asiatica. Ex Officina Caes. Academiae Scientiarum. 428 p.

- 1813. Iconum et descriptionum piscium Camtschaticorum continuatio tertia tentamen monographiae generis Agoni blochiani sistens. Mem. Acad. Imp. Sci. St. Petersb. 4 : 406–478, Pl. 11–16

- 1813: Naturhistorische Früchte der ersten russischen Weltumsegelung

- 1814. De elephantis in genere et skeleto mamonteo in specie. Impensis auctoris. 183 p.

- 1817. De Geckone australi argyropode nec non de generum naturalium in zoologia systematica dignitate tuenda, atque de Geckonibus in genere. 48 p.

- 1817. De piscium australium novo genere icone illustrato. 10 p.

- 1820. Additamenta conchyliologica ad zoographiam Rosso-Asiaticam: Specimen primum. 10 p.

- 1823. De Chitone giganteo Camtschatico additamentum ad zoographiam Rosso-Asiaticam. 12 p.

- 1826. Naturhistorische Abhandlungen und Erläuterungen, besonders die Petrefaktenkunde betreffend, Kassel 1826

- 1830 . Ueber die Cholera und die kräftigsten Mittel dagegen: nebst Vorschlag eines groe︣n Ableitungsmittels, um die Krankheit in der Geburt zu ersticken, v. 1. Schrag. 200 p.

- 1831 . Neueste ableitende Behandlungsart der krampfartigen Cholera asiatica. Dyk. 250 p.

- 1836. Heilkräfte des Phosphors.

- La abreviatura «Tilesius» se emplea para indicar a Wilhelm Gottlieb von Tilesius von Tilenau como autoridad en la descripción y clasificación científica de los vegetales.[1]